# جلال صمیمی
جلال صمیمی اختر فیزیکدان برجسته ایرانی و استاد دانشکده فیزیک دانشگاه مشهد و دانشگاه صنعتی شریف بود. جلال صمیمی متولد سال ۱۳۱۹ در شهر زابل است. او در سال ۱۳۴۰ مدرک مهندسی برق خود را از دانشگاه آبادان گرفت و پس از آن به آمریکا رفت و تحصیلات خود را تا مقطع دکترای در دانشگاه اکلاهما در زمینه ذرات بنیادی ادامه داد.
وی عضو هیئت علمی دانشکده فیزیک دانشگاه صنعتی شریف بود و همچنین ریاست رصدخانه تابش پرتوهای کیهانی البرز را نیز بر عهده داشت.
دکتر جلال صمیمی که پس از اتمام دکترای خود چند سالی را در یکی از دانشگاه‌های ایالات متحده تدریس می‌کرد، در ۱۳۵۰ به ایران بازگشته و کار خود را در دانشکده علوم دانشگاه مشهد شروع کرد. او از ۱۳۵۳ تا ۱۳۵۶ ریاست دانشکده علوم دانشگاه مشهد را بر عهده داشت. دکتر جلال صمیمی در جریان انقلاب فرهنگی سال ۱۳۵۹ توسط اوباشی که توسط حکومت بسیج شده بودند با خشونت از دانشگاه بیرون انداخته شد. او در همان زمان در اعلامیه‌ای که شخصا صادر کرده بود نوشت که کسی حق ندارد مرا از دانشگاه که خانه اوّل من است بیرون کند. او سپس توسط ستاد انقلاب فرهنگی از جمله به اتهام مخالفت با انقلاب فرهنگی از دانشگاه اخراج شد. سال‌ها در تهران به کارهای مختلف، از جمله تحقیق در زمینه انرژی خورشیدی، کار در مرکز نشر دانشگاهی و تدریس پاره وقت در برخی دانشگاه‌های تهران پرداخت. او در اواخر دهه شصت کار تمام وقت را در دانشکده فیزیک دانشگاه صنعتی شریف تهران آغاز و سپس مجددا به استخدام وزارت علوم و آموزش عالی درآمد.
تحقیقات جلال صمیمی در زمینه پرتوهای پرانرژی کیهانی منجر به تأسیس رصدخانه تابش پرانرژی کیهانی البرز شد. در حال حاضر به دلیل عدم اختصاص زمین مناسب برای راه اندازی رصد خانه از سال ۱۳۷۵ تا به امروز باعث شده‌است که آشکارسازها در پشت بام دانشکده فیزیک دانشگاه صنعتی شریف نصب شود. از زمان راه اندازی آشکار سازها تا امروز این رصدخانه توانسته است بهمنهای فضایی زیادی را ثبت و بررسی کند و نتایج تحقیقات این مجموعه در مجلات معتبر جهان به چاپ رسیده است.
جلال صمیمی در سال ۱۹۷۹ در مقاله ای که در مجله نیچر به چاپ رساند یک منبع تابش اشعه ایکس در کهکشان را با نام GX۳۳۹−۴ به عنوان یک کاندیدای سیاهچاله معرفی کرد. وی در روز بیست و دوم خرداد ماه ۱۳۹۹ درگذشت.